# Rajčinovićka Trnava
Rajčinovićka Trnava (cyr. Рајчиновићка Трнава) – wieś w Serbii, w okręgu raskim, w mieście Novi Pazar. W 2011 roku liczyła 189 mieszkańców.